# Пискаторы

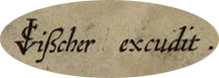
Издательская марка

Пискаторы (лат. piscator — рыбак) — латинизированное название, под которым был известен в Европе XVII века издательский дом голландских гравёров и картографов Висхеров (Visscher).

## Начало дела
У истоков семейного дела стоял амстердамский гравёр и издатель Клас Янсон Висхер (Claes Jansz Visscher, 1587—1652), который обеспечивал потребности всей Европы в картах (преимущественно настенных), атласах и офортах с городскими видами.
Пискатор-старший был талантливым рисовальщиком и гравёром, однако в истории искусства остался как издатель «Лицевой Библии» (лат. Theatrum Biblicum, 1650), пять сотен резцовых гравюр на меди которой были изготовлены по рисункам фламандских и голландских мастеров предшествующего поколения.

## Продолжение дела
После смерти основателя дом Пискаторов возглавил его сын Николас (Клас) Висхер (Фишер) Первый (1618—1679). Семейное дело продолжал внук Николас Висхер Второй (1649—1702). Помимо издания Библии, Николас Висхер Второй публиковал в основном пейзажи, портреты и географические карты. Он также был издателем гравюр Эсайас ван де Велде и Давида Винкбонса, оказал большое влияние на живописца Руланта Рогмана и его сестру Гертруд. После смерти Николаса Второго семейным предприятием до 1726 года руководила его вдова. Основную часть продукции в это время составляли репринты изданий предыдущего столетия.

## Лицевая Библия

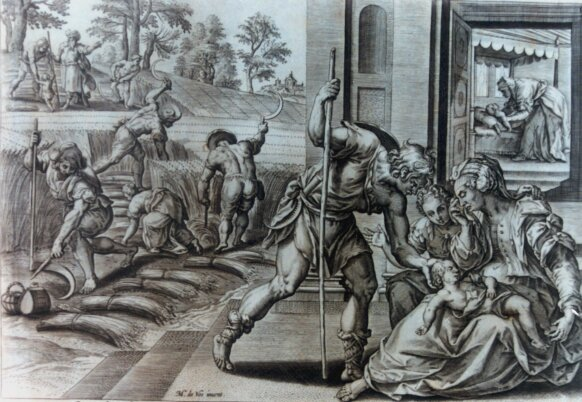
«Смерть сына сонамитянки». Гравюра Библии Пискатора

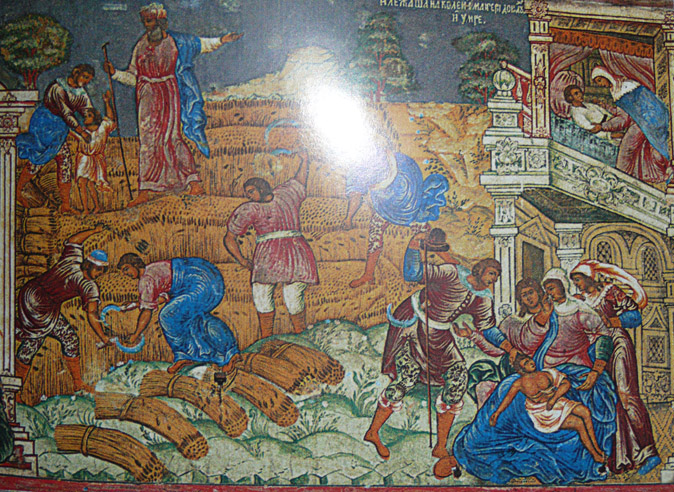
Гурий Никитин. «Смерть сына сонамитянки». Фреска ярославской церкви Ильи Пророка (1681)

Наиболее известное издание — «Библия Пискатора» (лат. Theatrum Biblicum, 1650). Пять сотен резцовых гравюр на меди этого издания были изготовлены по рисункам фламандских и голландских мастеров предшествующего поколения.
Это издание было необычайно популярно именно из-за своих иллюстраций, которые служили в качестве иконографических источников для многих живописцев, гравёров, художников-декораторов, в том числе и русских стенописцев Костромы, Ярославля и Москвы. В Москву «Библию Пискатора» привозили голландские торговцы. Уже в 1653 году она была знакома русским художникам.
Сотни образов, почерпнутых изографами из Библии Пискатора, украсили стены храмов по всей центральной России, от Московского Кремля до Троицкого монастыря, — везде, где работали художники верхневолжского круга.
Альбом переиздавался Пискаторами шесть раз. В России он распространялся со стихотворными славянскими подписями. Помимо России, «Лицевая Библия» пользовалась популярностью и в других странах Восточной Европы.

## Карты

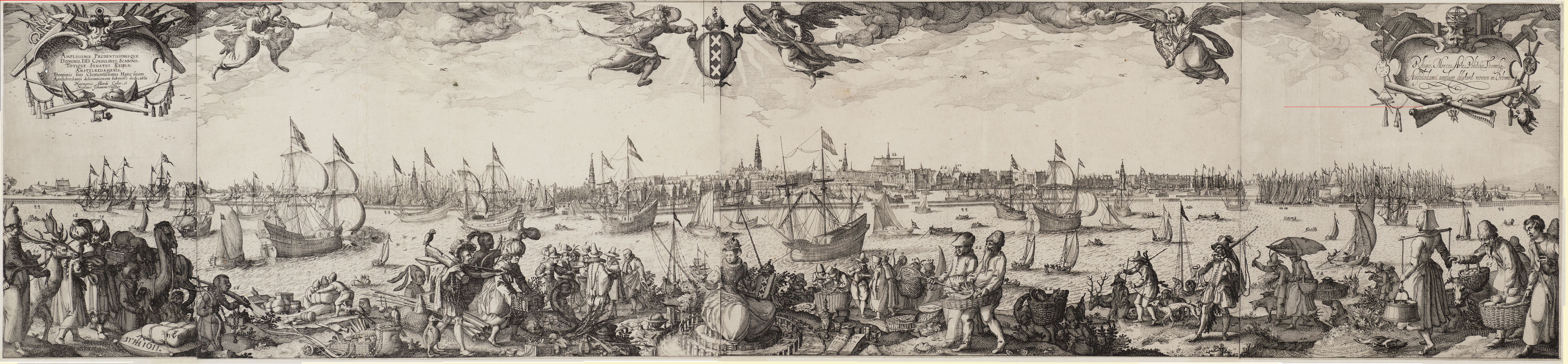
Амстердам 1611
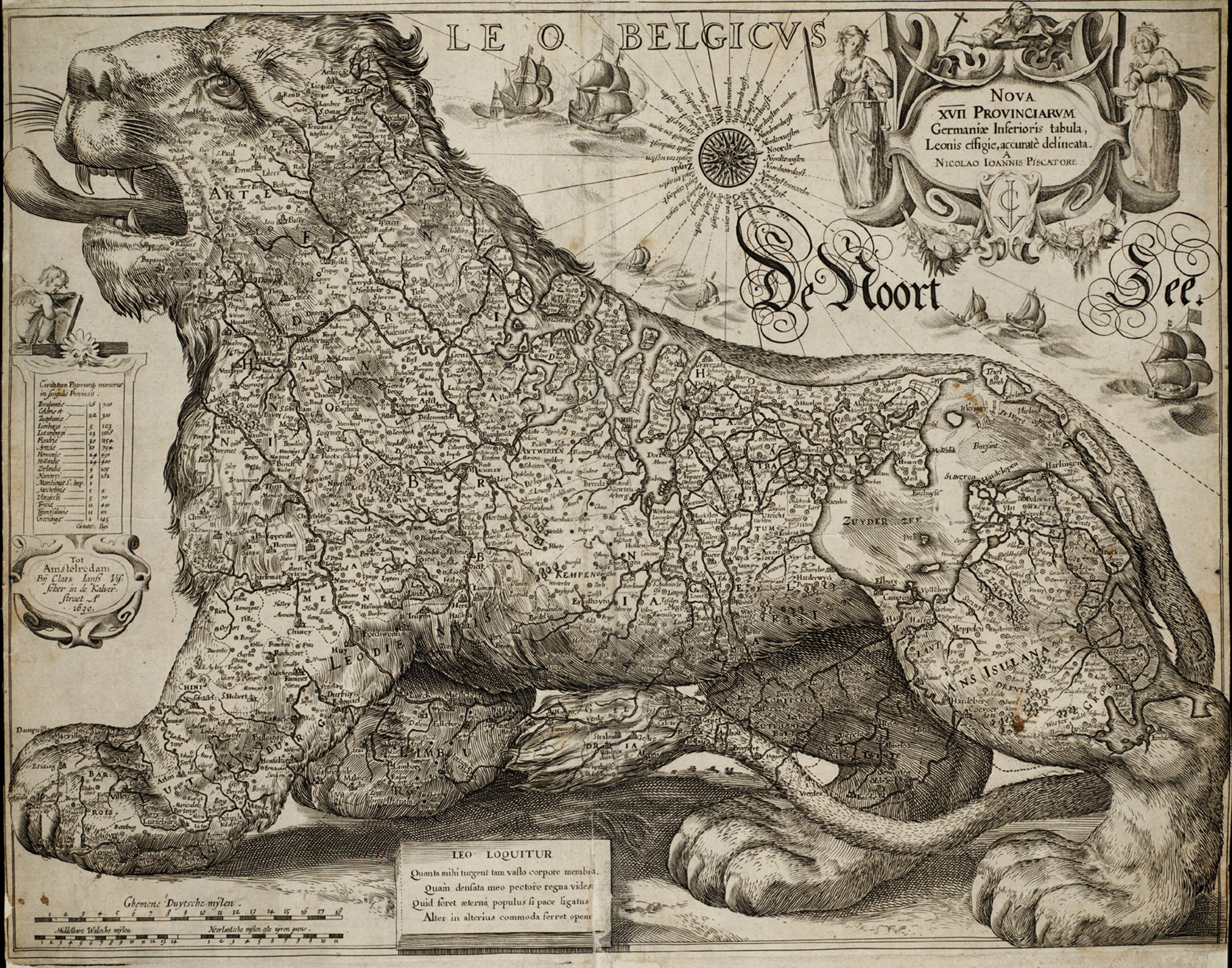
Leo Belgicus 1630
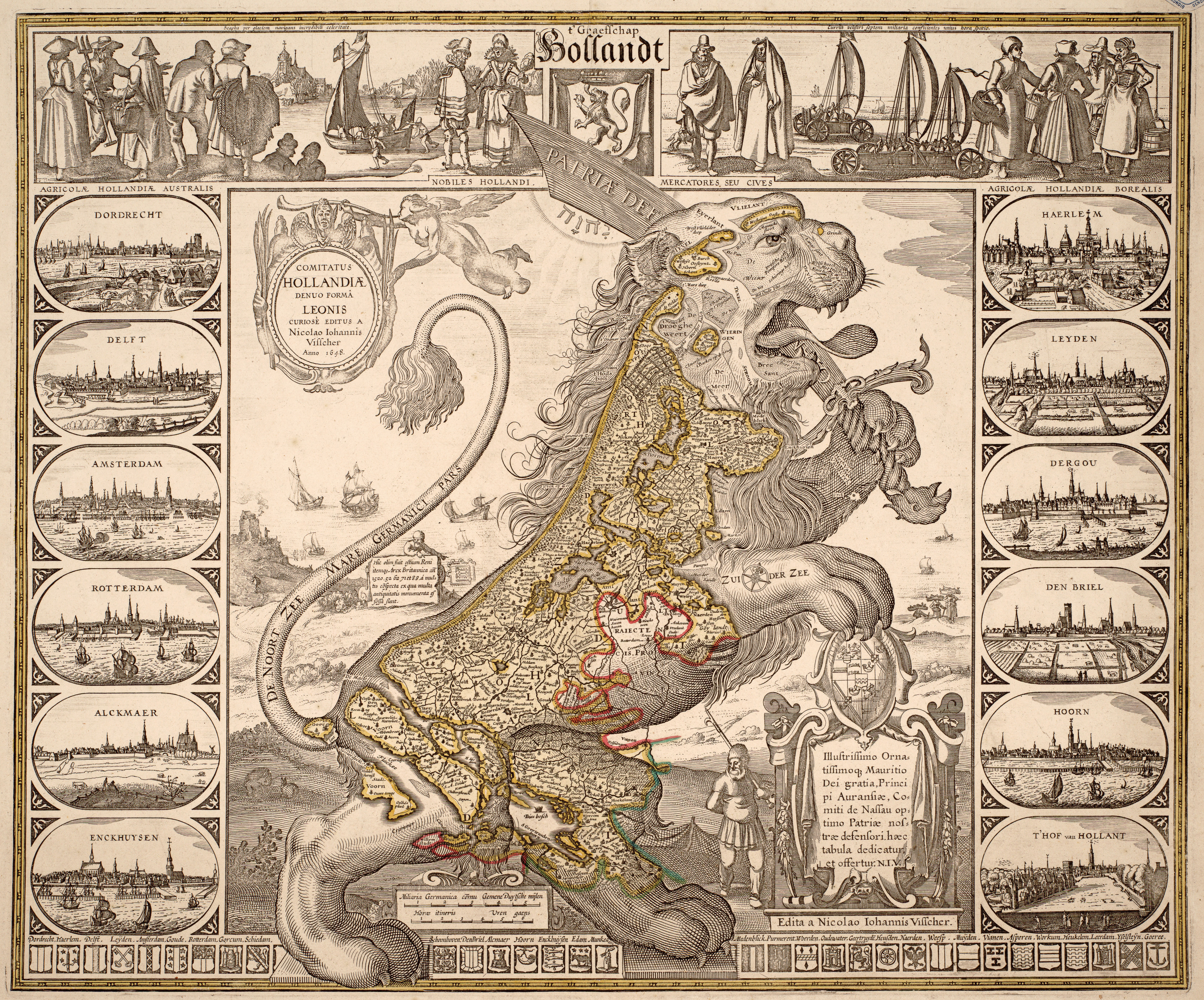
Leo Hollandicus 1648
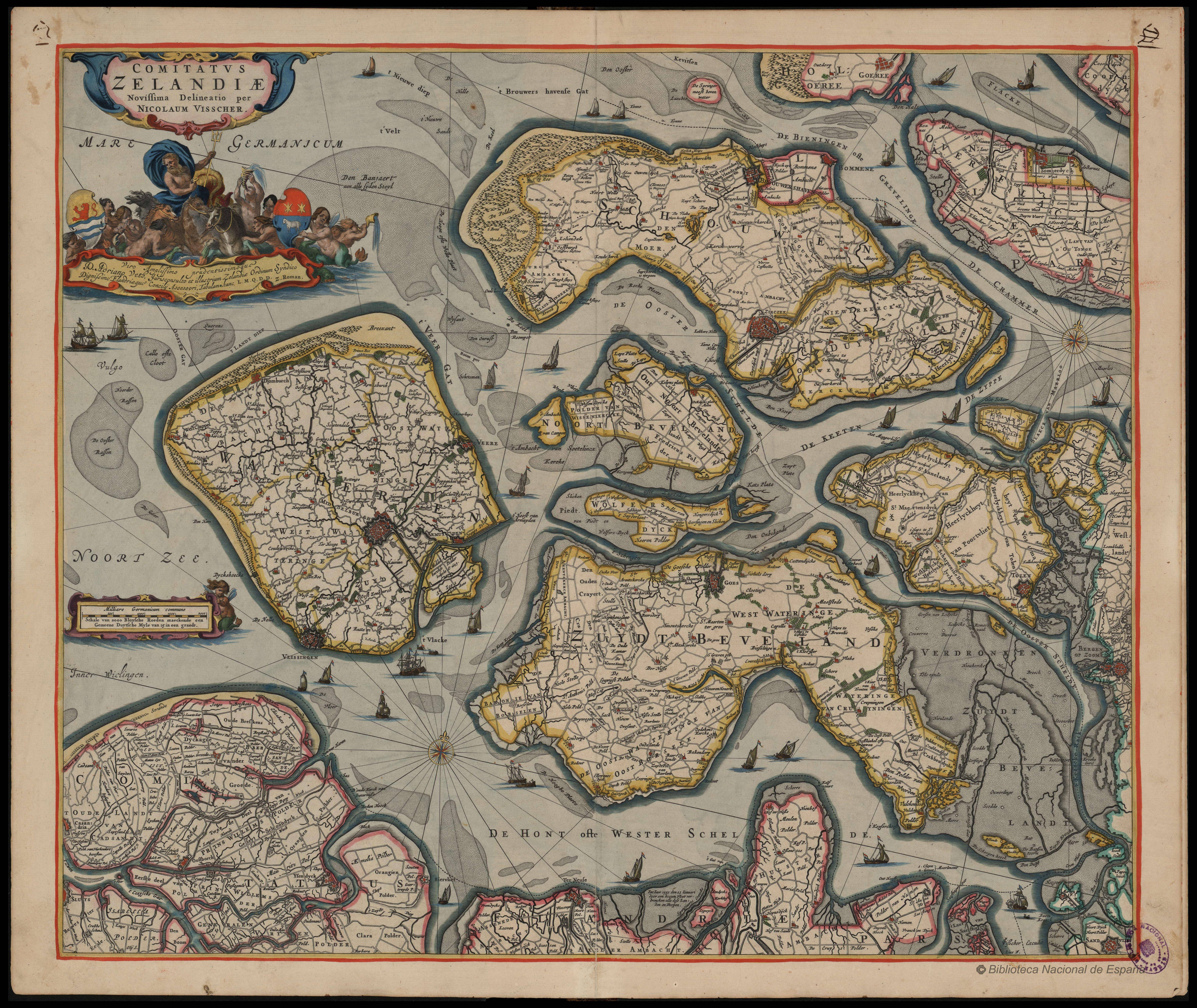
Зеландия 1650
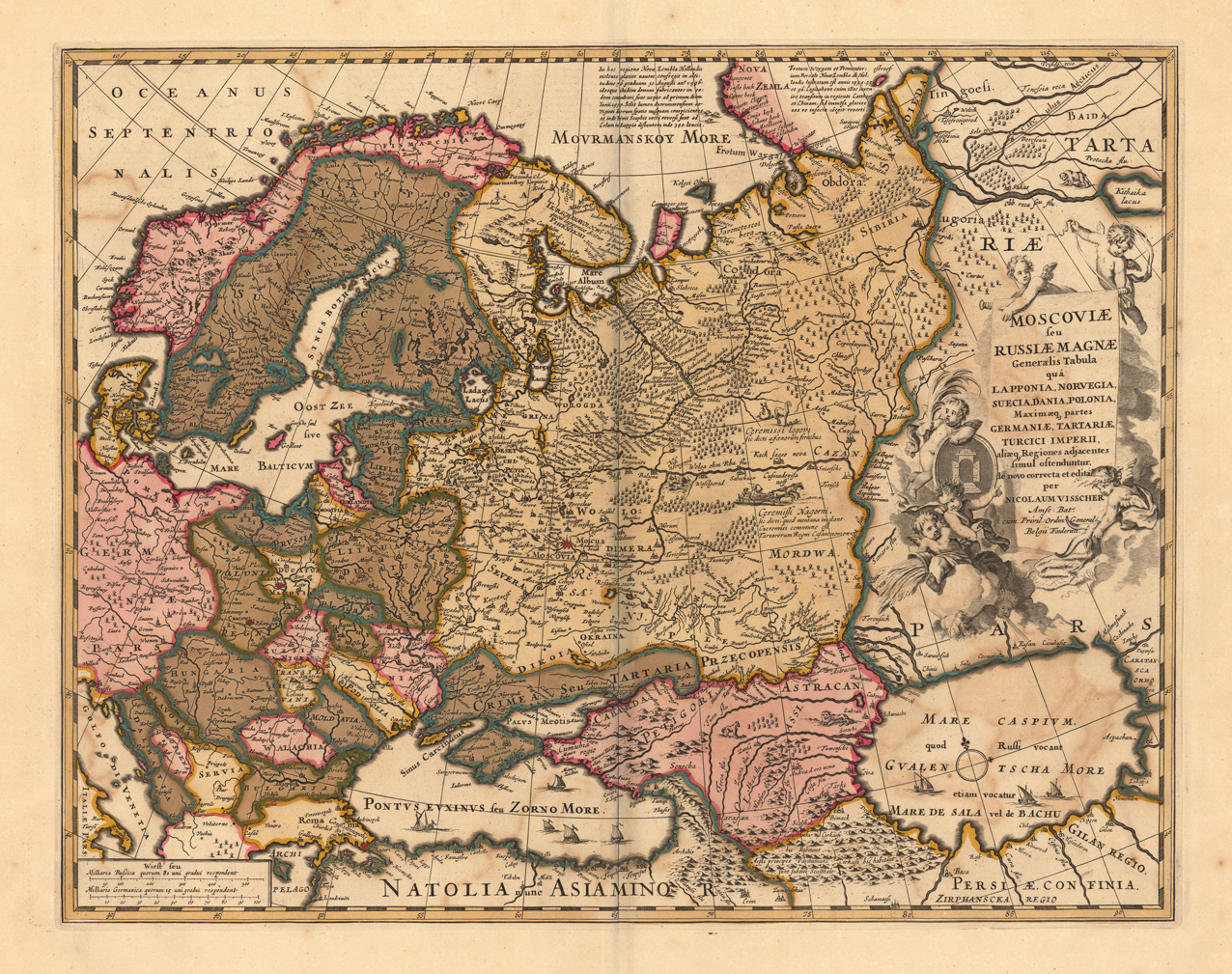
Карта Московии или Великой Руси 1681
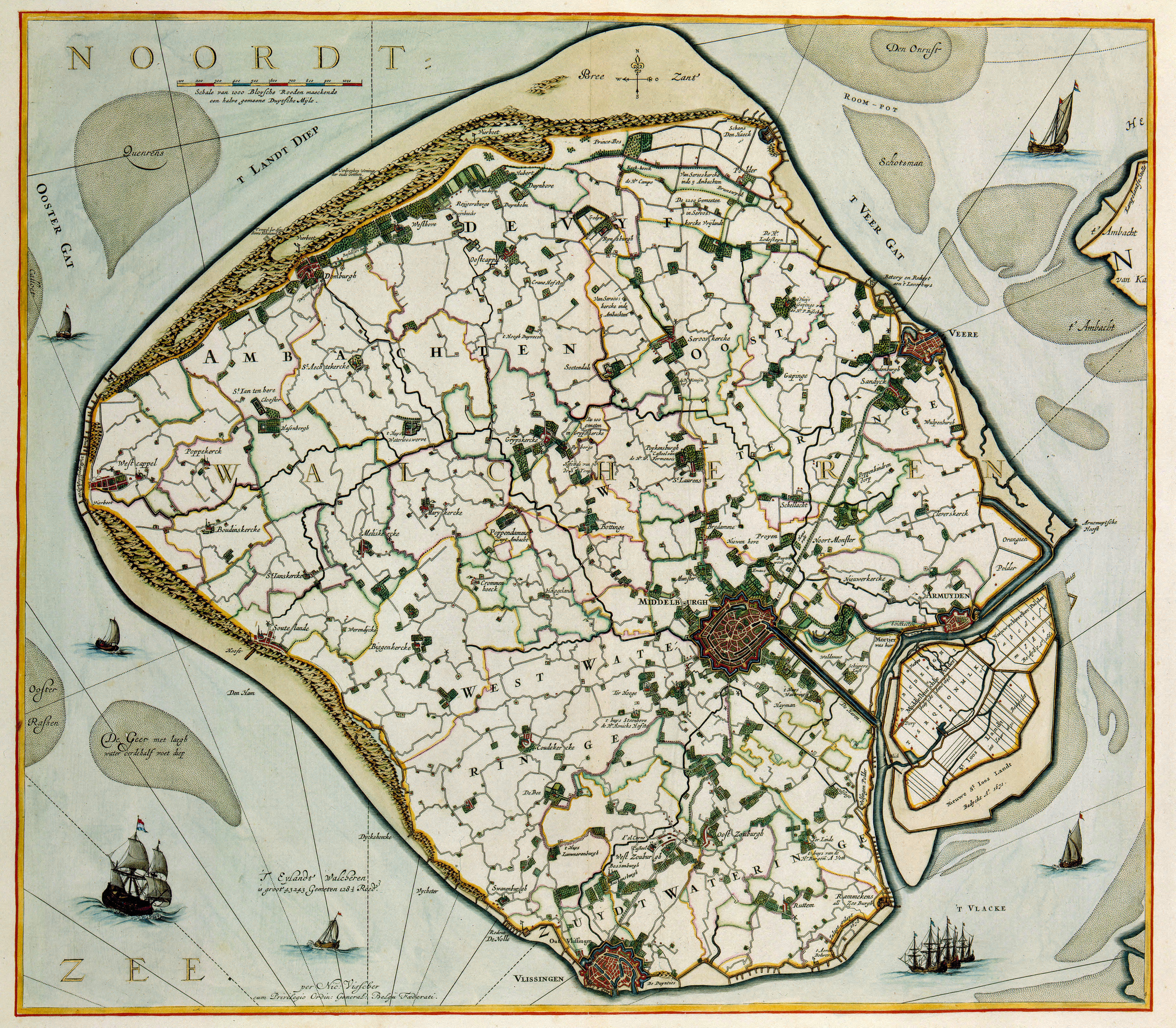
Валхерен 1681
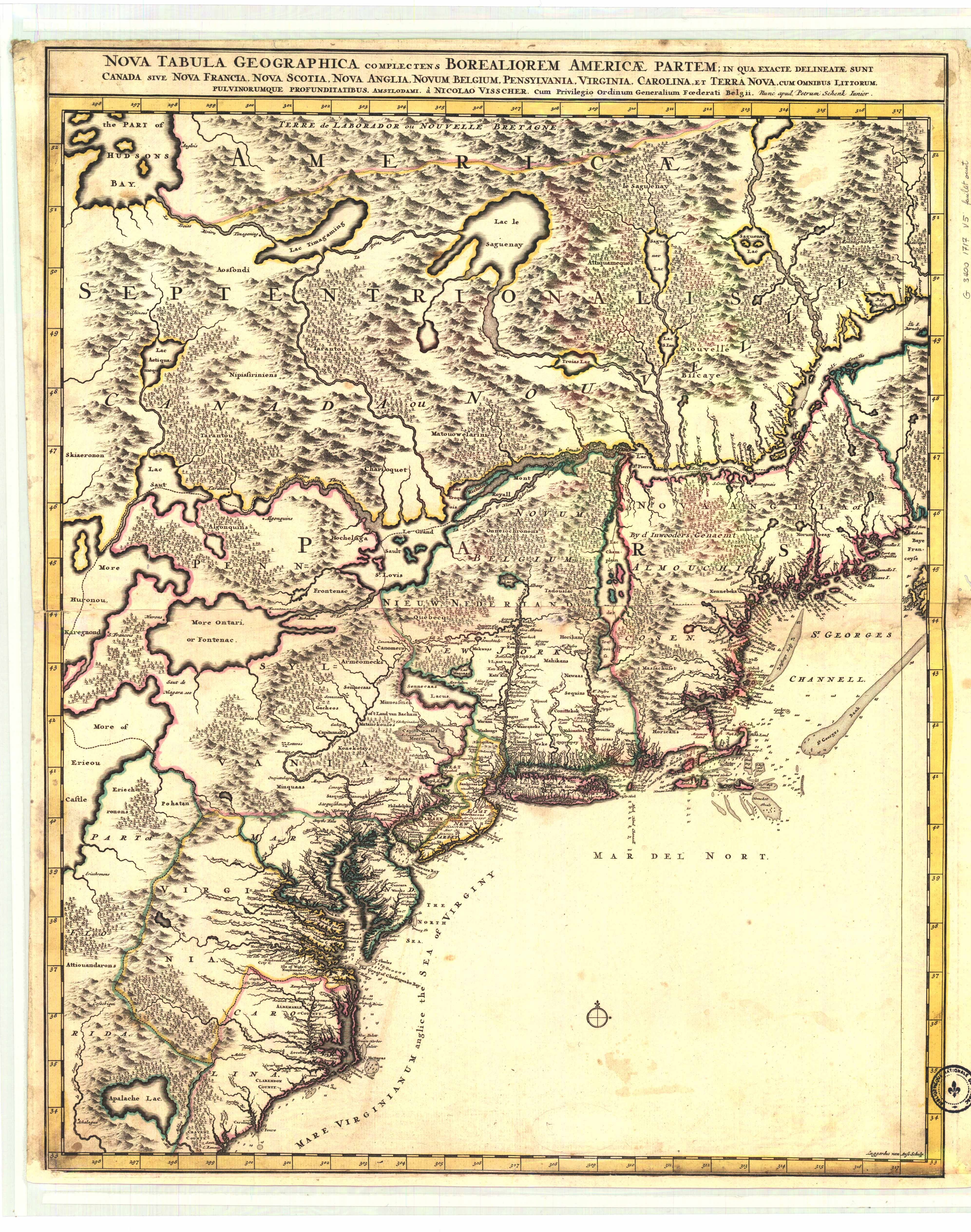
Borealiorem Americæ 1690
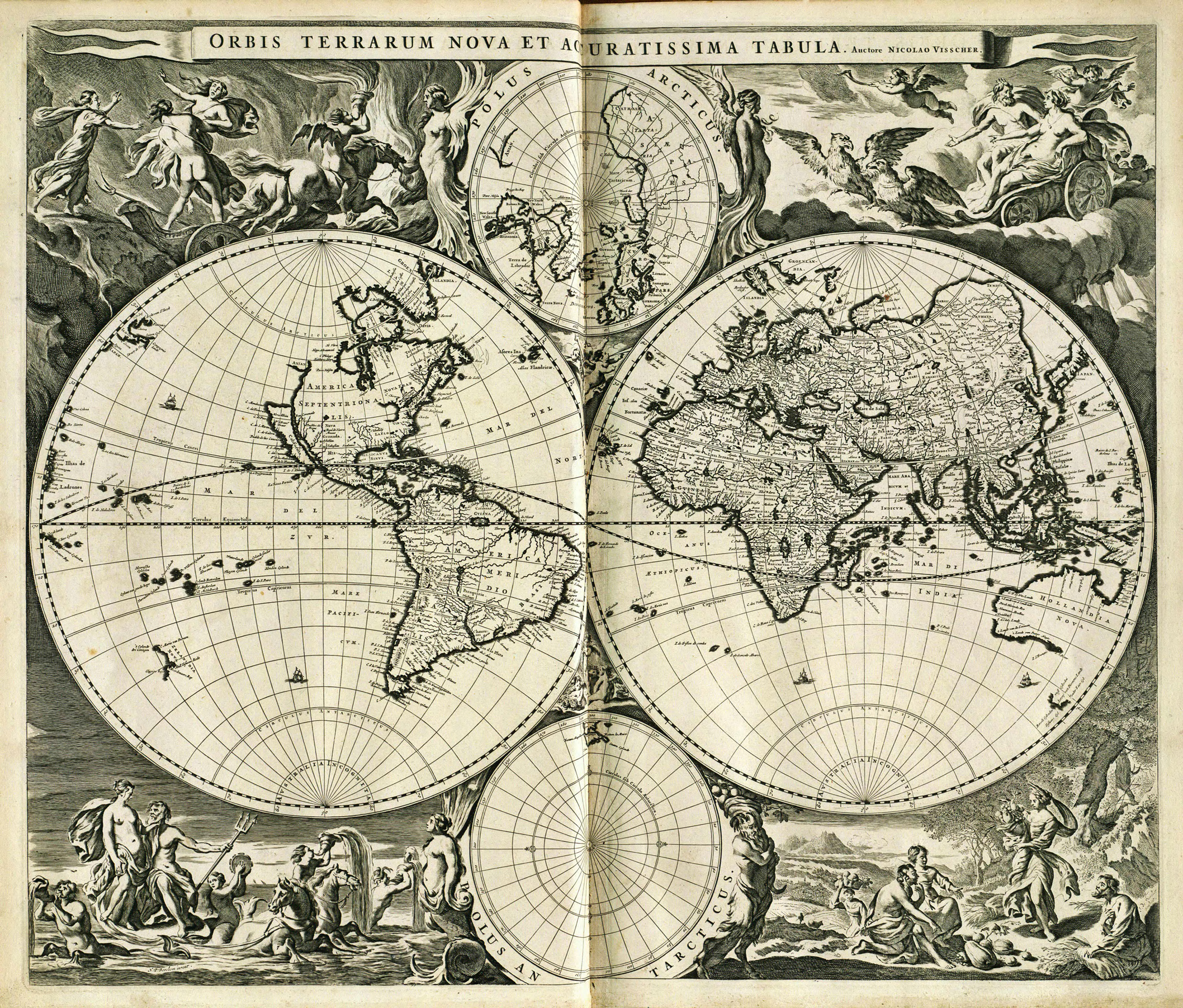
Orbis Terrarum 1700
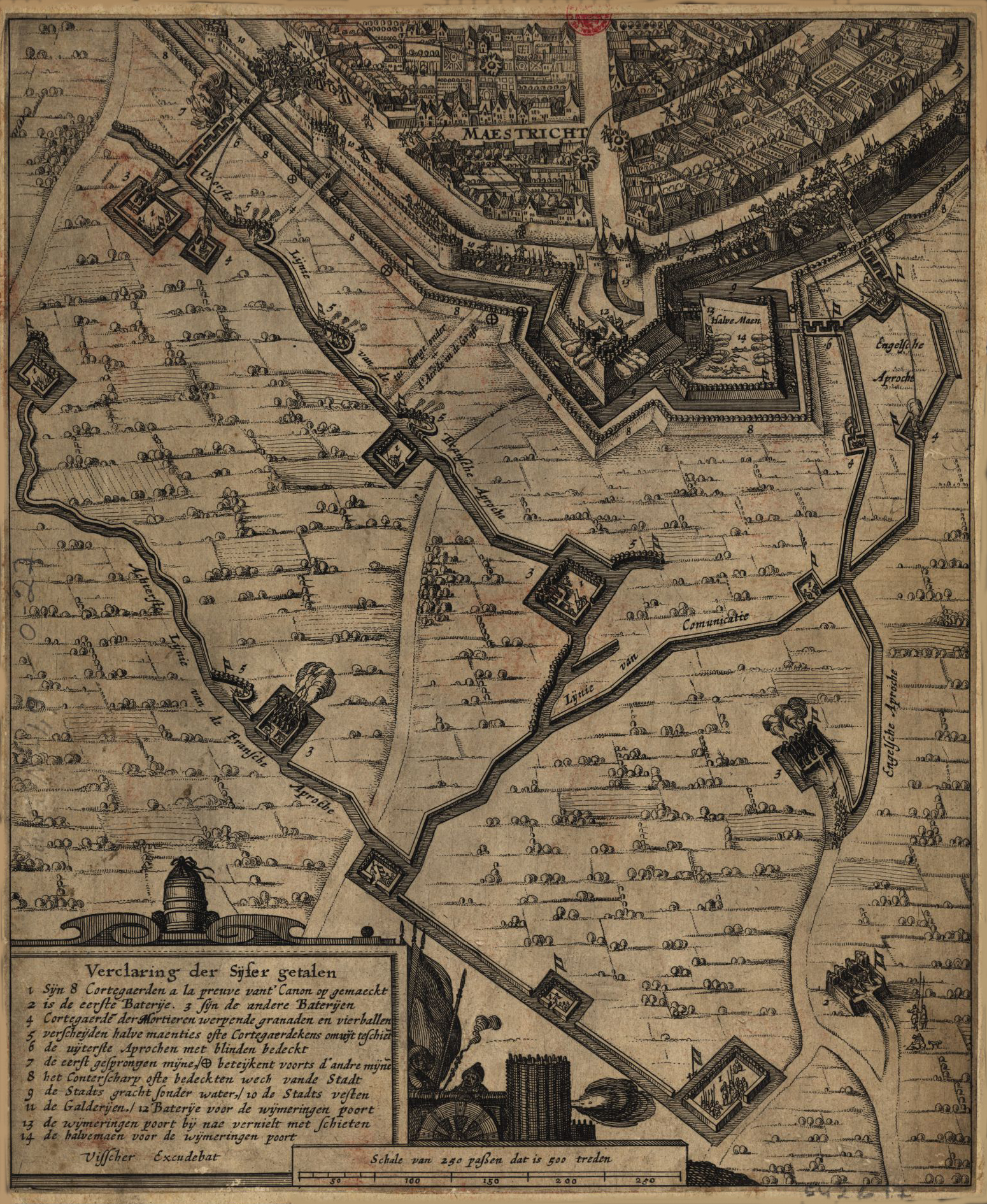
Маастрихт 1700